# Catoptria myella
Catoptria myella — вид лускокрилих комах родини вогнівок-трав'янок (Crambidae).

## Поширення
Вид поширений на значній частині Європи. Присутній у фауні України.

## Опис
Розмах крил 21-28 мм.

## Спосіб життя
Метелики літають з травня по вересень, залежно від місця розташування.

## Підвиди
- Catoptria myella myella (Альпи, Карпати)
- Catoptria myella mellinella (de Lattin, 1951) (Південні Альпи)